# Тодорова, Крисия
Крисия Маринова Тодорова (болг. Крисия Маринова Тодорова; род. 1 июня 2004, Варна) — болгарская певица, композитор и автор песен.
Вместе с дуэтом Хасан и Ибрахим она представляла Болгарию на «Детском Евровидении 2014 года» на Мальте с песней «Planet of the Children». Они заняли второе место, получив наибольшее количество баллов от голосов прессы.
В следующем году выпустила песню «Discover», ставшей официальной на «Детском Евровидении 2015 года», в арене «Армеец» (София). «Planet of the Children» и «I’d like to draw a dream» звучали на фестивале «Детская Новая волна» 2015 года в Сочи, Россия.
В 2015 году Крисия Тодорова и компания Seven-Eight Production получили Гран-при NASO за вклад в социальное развитие Болгарии.

## Ранний период жизни
Родилась в Варне 1 июня 2004 года, в настоящее время живёт в Разграде, дочь Марина Тодорова и Ангелины Тодоровой. У нее есть две сестры, Тиффани Тодорова (родилась в 2000 году) и Марина Тодорова (2009 года рождения).
Начала заниматься музыкой в возрасте шести лет в различных музыкальных школах Болгарии, затем обучалась музыке в «Центре по работе с детьми» в Разграде у преподавателя вокала Свилены Дечевой, где она пела и играла на фортепиано. Училась в начальной школе имени Васила Левского в Разграде, а с 15 сентября 2018 года является ученицей Национальной музыкальной школы «Любомир Пипков» в Софии.
Её хобби: рисование и танцы, особенно классический балет. Любимые предметы в школе: математика, человек и общество, английский язык. Любимые певцы: Ариана Гранде, Лили Иванова, Лара Фабиан, Мариана Попова, Селин Дион, Кристина Агилера и Бейонсе.

## Карьера
Получила семь наград на различных национальных и международных музыкальных конкурсах, проводимых в Болгарии, но 2014 год стал для нее годом главного прорыва. Приобрела народную популярность благодаря участию в «шоу Славы» на bTV, а затем стала частью телешоу — «Знакомьтесь с детьми». Впервые появилась на шоу 30 декабря 2013 года, исполнив «Listen» Бейонсе. В марте 2014 года была выбрана для исполнения национального гимна Болгарии, «Мила Родино» и «Моя страна, моя Болгария» на Национальном стадионе имени Васила Левски в Софии, вживую перед 42 000 человек, на открытии матча 1/8 финала Лиги Европы УЕФА между болгарской командой «Лудогорец» и испанским клубом «Валенсия».
В ноябре 2014 года вместе с близнецами Хасаном и Ибрахимом представляли Болгарию на детском конкурсе «Евровидение» на Мальте с песней «Planet of the Children». Они заняли второе место, набрав в общей сложности 147 очков, всего на двенадцать очков отстав от победителя из Италии. Впоследствии была принята президентом Росеном Плевнелиевым и получила почётную грамоту. В декабре 2014 года снова исполнила «The Planet of the Children» в Европейском парламенте. В марте 2016 года премия Fab Chart Music Awards в Лондоне номинировала её на звание «Лучшая исполнительница». Работала моделью для модного дома Junona. С 2015 года благодаря музыке и своей популярности Крисия Тодорова является одним из «духовных лидеров» Болгарии. С 2018 года является членом экспертной комиссии EURO-PANEL.